# Franciszek Gliwicz
Franciszek Gliwicz, ps. Korski (ur. 4 października 1893 w Piotrkowie, zm. 4 stycznia 1964 w Warszawie) – polski działacz niepodległościowy, nauczyciel, oficer Armii Krajowej.

## Życiorys
Urodził się 4 października 1893 w Piotrkowie, ówczesnej stolicy guberni piotrkowskiej, w rodzinie Hieronima (ur. 1850), urzędnika, kolejowego, odznaczonego Medalem Niepodległości, i Kazimiery z Egierskich. Był starszym bratem Ignacego, ps. Ignacy Korski (1896–1929) i Stanisława (1899–1969).
Był członkiem tajnej I Drużyny Skautowej im. Cypriana Godebskiego w Piotrkowie. Uczył się w Warszawie, a od 1913 studiował filologię na Uniwersytecie Jagiellońskim w Krakowie.
20 sierpnia 1914 wstąpił do Legionów Polskich. Służył jako sekcyjny w oddziale karabinów maszynowych 5 pułku piechoty. 31 stycznia 1916 został superarbitrowany w Krakowie, skąd 26 lutego 1916 wyjechał do Piotrkowa na urlop.
Pracował jako nauczyciel w gimnazjum w Koninie. W latach 1922–1933 uczył języka polskiego w Seminarium Nauczycielskim w Siennicy. Od 1933 do 1935 był podinspektorem szkolnym w Łowiczu. Zainicjował budowę 18 szkół państwowych na terenie powiatu. Od 1935 był dyrektorem szkoły w Warszawie.
We wrześniu 1939 uczestniczył w obronie Warszawy. W czasie okupacji niemieckiej był organizatorem tajnego nauczania oraz działał w szeregach AK. Służył w 4 kompanii „Watra” batalionu AK „Kiliński” i został mianowany podporucznikiem. W powstaniu warszawskim walczył w szeregach 4 kompanii baonu AK „Kiliński” i 4 kompanii baonu „Rum” na terenie północnego Śródmieścia. Wraz z cywilną ludnością opuścił Warszawę.
Od 1945 był kierownikiem Szkoły Podstawowej im. Adama Mickiewicza. Zmarł 4 stycznia 1964 w Warszawie i został pochowany na Cmentarzu Wojskowym na Powązkach (kwatera B 20, rząd 8, grób 17).

## Rodzina
Był żonaty z Eugenią z Sikorskich (1895–1975), z którą miał trzy córki: Marię, Halinę Teklę (1923–1944) i Wandę Elżbietę (1925–1997) oraz syna Zbigniewa Macieja Gliwicza (1939–2024), profesora Uniwersytetu Warszawskiego. Żona była siostrą Antoniego Sikorskiego (1893–1987), podpułkownika piechoty Wojska Polskiego.
Maria była żoną Jerzego Pritulaka (1917–1974), uczestnika powstania warszawskiego, z którym miała córkę Małgorzatę Pritulak (ur. 1947), aktorkę, żonę Zdzisława Wardejna (ur. 1940), aktora.
Halina Tekla, ps. Lilka w czasie powstania warszawskiego służyła razem z ojcem w 4 kompanii „Watra” baonu AK „Kiliński”. Była sanitariuszką, poległa trzeciego dnia powstania na ul. Chmielnej w pobliżu Dworca Głównego.
Wanda Elżbieta, ps. Kropka walczyła w powstaniu warszawskim w batalionie AK „Ruczaj”.

## Ordery i odznaczenia
- Krzyż Srebrny Orderu Wojennego Virtuti Militari[11]
- Krzyż Niepodległości – 13 kwietnia 1931 „za pracę w dziele odzyskania niepodległości”[6][18][19]
- Złoty Krzyż Zasługi[4]
- Złota Odznaka ZNP[11]